# Walter Edward Smith
Walter Edward Smith (ur. 19 września 1915 w Sydney, zm. w latach 90. XX wieku w Sydney) – australijski żołnierz, jedyny Australijczyk, który brał bezpośredni udział w powstaniu warszawskim.
Przed wojną był barmanem, 9 października 1939, po wybuchu II wojny światowej wstąpił do wojska australijskiego. Został wzięty do niewoli w czasie niemieckiej inwazji na Kretę w 1941. W niewoli przebywał między innymi w Stalagu XX-A w pobliżu dzisiejszego Torunia, skąd uciekł, po ujęciu został umieszczony w Stalagu VIII B, skąd uciekł ponownie.
Po ucieczce był ukrywany przez Armię Krajową, wziął udział w powstaniu warszawskim.
Po wojnie wrócił do Australii. W latach 80. został „odnaleziony” przez Polonię Australijską i odznaczony Krzyżem Powstańczym.